# Сабиниан (генерал)
Вижте пояснителната страница за други личности с името Сабиниан.
Сабиниан (на латински: Sabinianus) e римски военачалник (magister militum) през 4 век. Той служи през 359 г. в източната част на Римската империя под командването на император Констанций II.
Сабиниан е богат, образован и християнин. Вече стар през 359 г. той сменя след интриги влиятелния генерал Урсицин и става magister equitum per Orientem.
Когато сасанидите нападат и обсаждат крепостта Амида, той не участва в битките, а се моли при гробовете на мъчениците в Едеса и не послушва съветите на Урсицин, който е вече под неговото командване, да нападне. Градът е превзет и унищожен от персите.
За Сабиниан няма след това сведения.